# 掌叶木属
掌叶木属（学名：Handeliodendron）是无患子科下的一个属，为乔木植物。该属仅有掌叶木（Handeliodendron bodinieri）一种，分布于中国贵州和广西。